# Ratufa affinis
Espèce
Statut de conservation UICN

 NT  : Quasi menacé
Statut CITES
Ratufa affinis appelé communément ratufe dorée, écureuil géant commun ou  écureuil de Raffles est un petit mammifère que l'on trouve en Indonésie, en Malaisie, à Singapour, en  Thaïlande et à Bornéo.

## Description
Il est caractérisé par une large zone claire sur la face externe des cuisses et sa queue pâle sur la face ventrale.
Dimensions :
- longueur totale : 310–360 mm ;
- longueur avec queue : 385–415 mm.